# Franz Torggler

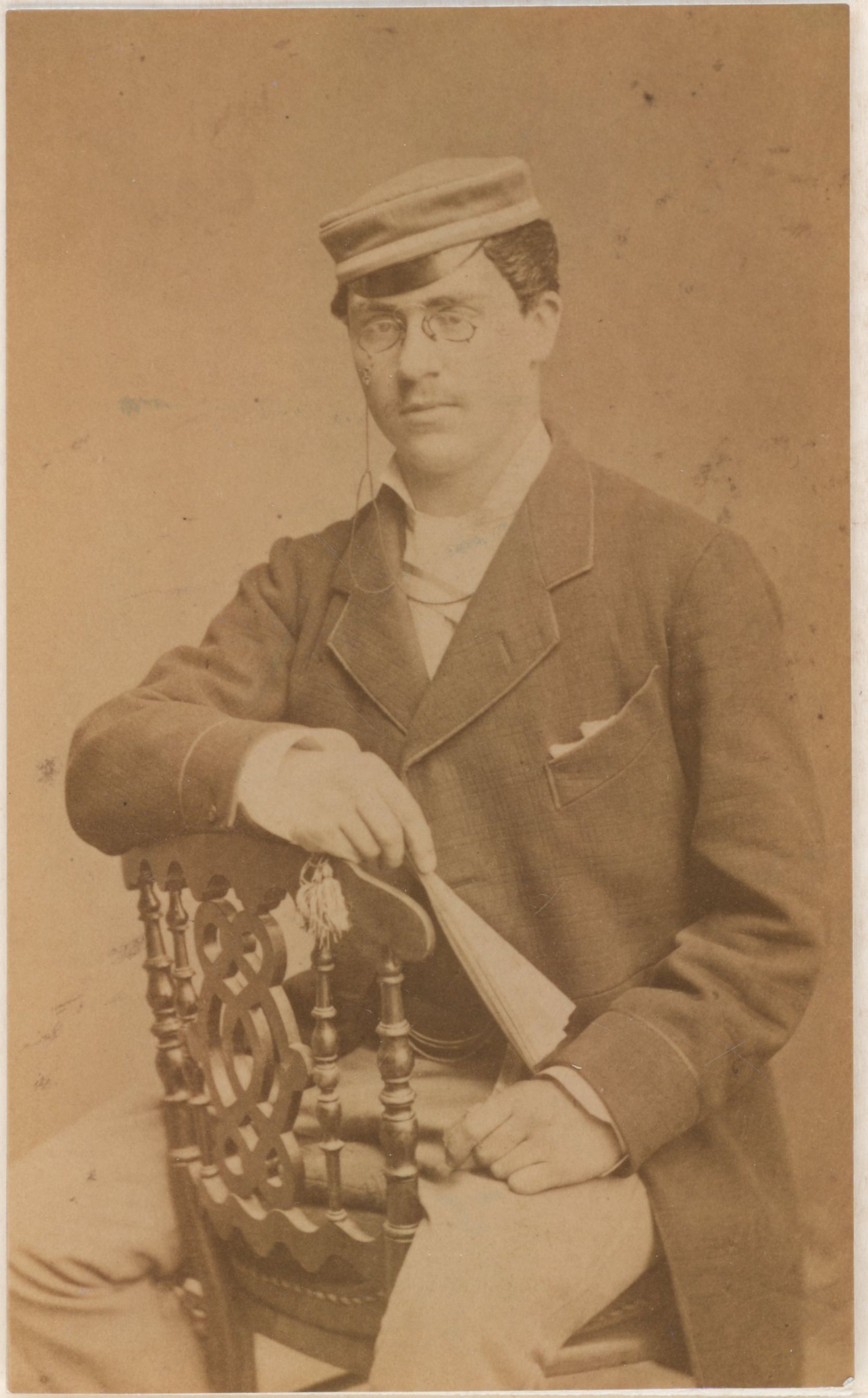
Franz Torggler

Franz Torggler (* 4. März 1857 in Lana; † 6. Juli 1942 in Innsbruck) war ein österreichischer Frauenarzt. Er leitete die Hebammenschule in Klagenfurt.

## Biografie
Nach der Matura studierte Torggler an der Universität Innsbruck Medizin. 1876 wurde er Mitglied des Corps Gothia Innsbruck. Im Anschluss an die Promotion 1883 war Torggler zunächst als Arzt und wissenschaftlicher Assistent bei Friedrich Schauta an der Universität Innsbruck tätig. Zum Sanitätsrat ernannt und am 16. Oktober 1893 zum Professor in Klagenfurt am Wörthersee berufen, unterrichtete er an der dortigen Hebammenschule. Später wurde er dort Primarius der Gebäranstalt. Er spielte eine maßgebliche Rolle in Kärntens Ärztekammer und Landessanitätsrats. Zur Zeit der jugoslawischen Besetzung Kärntens war er stellvertretender Direktor von Kärntens Landeswohltätigkeitsanstalten. Er verfasste viele Publikationen zur Schwangerschaft und zur Geschichte der Medizin. Gehörkrank musste er 1923 seinen Beruf aufgeben und schließlich zu seiner Schwiegertochter in Innsbruck ziehen.